# Jupitergletsjer (Groenland)
De Jupitergletsjer is een gletsjer in Nationaal park Noordoost-Groenland in het oosten van Groenland. De gletsjer ligt in de Stauningalpen in Scoresbyland en is een grote zijtak van de Bjørnbogletsjer. De Jupitergletsjer heeft zelf de Oriongletsjer als grote zijtak die vanuit het noordwesten uitkomt op de gletsjer. De Jupitergletsjer is zuidwest-noordoost georiënteerd en maakt bij de samenvoeging met de hoofdtak van de Bjørnbogletsjer een bocht naar het zuidoosten.
De Jupitergletsjer als zijtak van de Bjørnbogletsjer heeft een lengte van meer dan tien kilometer. Ze heeft meerdere zijtakken die onderweg op de hoofdtak van de Jupitergletsjer uitkomen.
De gletsjer is vernoemd naar de planeet Jupiter.
Op meer dan vijf kilometer naar het zuiden ligt een van de andere takken van de Bjørnbogletsjer: de Mercuriusgletsjer. Verder ligt er op meer dan acht kilometer naar het zuiden de Oxfordgletsjer, op meer dan vijf kilometer naar het zuidwesten de Tritongletsjer en op meer dan vijf kilometer naar het westen de Neptunusgletsjer.